# Lettische Badminton-Mannschaftsmeisterschaft 2022
Die Lettische Badminton-Mannschaftsmeisterschaft 2022 fand am 17. September 2022 in Sigulda statt. Meister wurde das Team vom Siguldas BK/SSS.

## Endstand
| Platz | Team |
| ----- | --- |
| 1.    | Siguldas BK/SSS (Anna Kupča, Jekaterina Romanova, Artūrs Akmens, Guntis Lavrinovičs, Annija Rulle-Titava, Didzis Gureckis, Monika Radovska)                |
| 2.    | Ananta.lv/BK Baloži (Ansatasiia Prokopovych, Artūrs Ķelpe, Imants Kelmers, Mārtiņš Kažemaks, Viesturs Bajārs, Mykyta Pliasov, Olga Mihailova, Helēna Kova) |
| 3.    | RSP/RBS (Pauls Gureckis, Diāna Stognija, Kārlis Stafeckis, Elza Zitāne, Anzhelika Nadtochyi, Ivo Keišs)                                                    |
| 4.    | Liepāja (Marta Heize, Gustavs Dāvids Brečs, Evelīna Smirnova, Žanete Griniece, Pauls Eliass Rozenvalds, Guntis Pirktiņš, Leonardo Golovčenko)              |